# James Cervetto

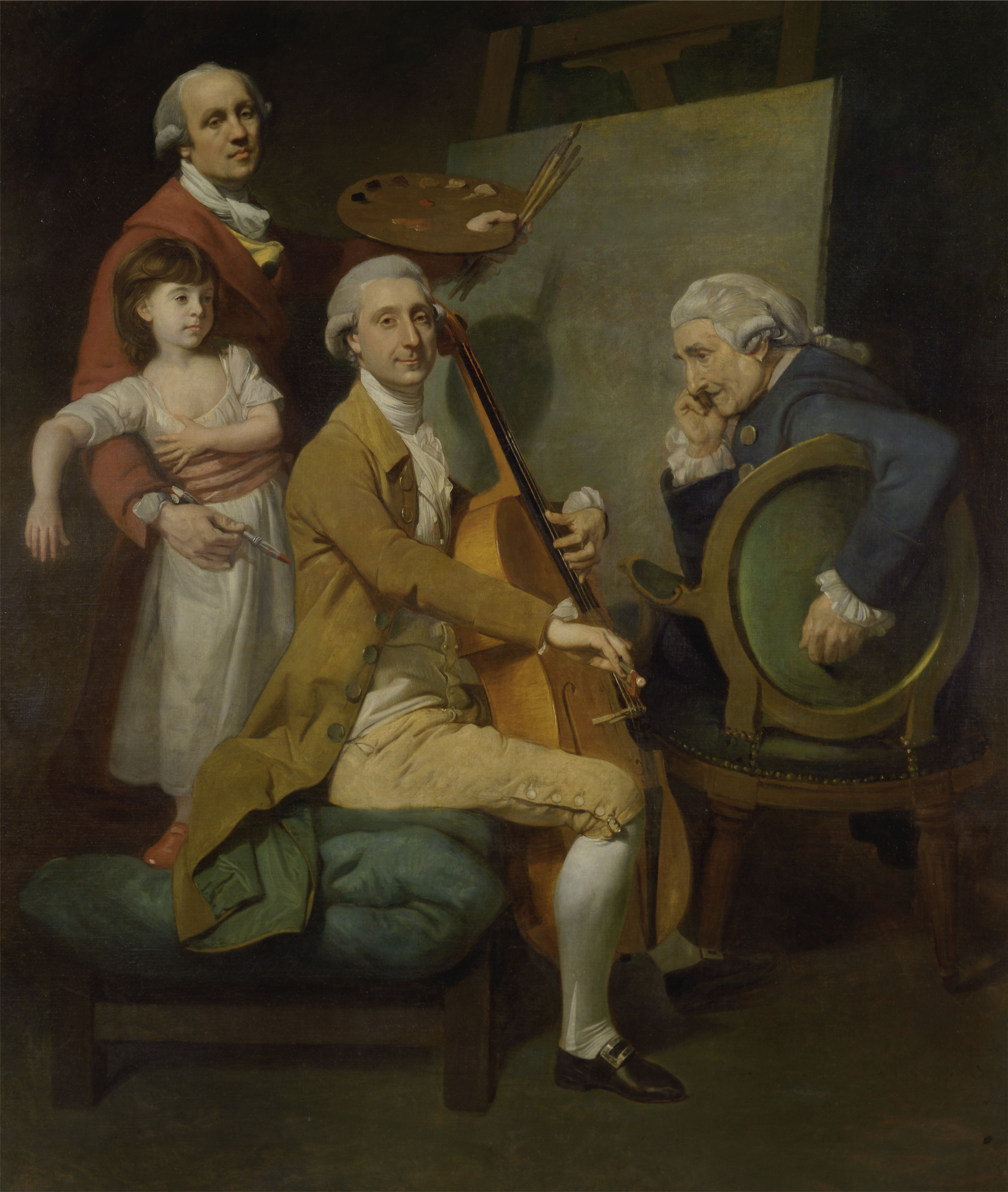
James Cervetto am Cello mit seinem Vater Giacomo Cervetto (rechts) sowie Johann Zoffany, der das Gemälde malte, und dessen Tochter (um 1780)

James Cervetto (* 8. Januar 1748 in London; † 5. Februar 1837 ebenda) war ein britischer Violoncellist und Komponist.

## Leben und Werk
James Cervetto war Sohn und Schüler von Giacomo Cervetto. Er studierte bei Carl Friedrich Abel in London.
Er wirkte zunächst in London. Von 1763 bis 1770 unternahm er Konzertreisen in Festlandeuropa. 1771 wurde Cervetto Mitglied der Queen’s Band. Nach dem Tode seines Vaters gab er die praktische Musiktätigkeit auf. Er schrieb Duette für zwei Violoncellos (Opus 2, 5 und 6) sowie Sonatinen für Violoncello und Bass (Opus 4).